# Renault 4CV Rédélé Spezial
Der Renault 4 CV Rédélé Spezial war ein Sportwagenmodell, von dem Jean Rédélé Anfang der 1950er-Jahre drei Prototypen herstellte. 

## Entwicklung
Rédélé nahm seit 1950 als Rennfahrer an Motorsportveranstaltungen teil. Er fuhr dabei anfangs den Renault 4CV. Jean Rédélé war grundsätzlich von diesem Fahrzeug überzeugt, hatte jedoch die Idee, einen eigenen Rennwagen zu entwerfen, der leichter, schneller und wendiger werden sollte als diejenigen der Konkurrenz. Aus dieser Idee entstand 1955 in Dieppe die Société des Automobiles Alpine, die Sportwagenmarke Alpine.
Jean Rédélé hatte die Renault-Vertragswerkstatt seines Vaters übernommen und begann mit der Entwicklung eines eigenen Sportwagens. Aus Kostengründen setzte er auf den bewährten Renault 4CV als Basis für seine ersten Prototypen. Der Wagen wurde jedoch technisch überarbeitet und bekam zum Beispiel ein vollkommen neues Fünfganggetriebe, das Rédélé selber in Lizenz herstellte. Er kaufte die Lizenz von André-Georges Claude. Die Karosserie des Fahrzeugs war ein eigenständiger Entwurf. Die Karosserien bestanden zu diesem Zeitpunkt noch aus Aluminium. Erst das erste Serienfahrzeug von Alpine, der Alpine A106, erhielt eine Kunststoffkarosserie.

## Renault 4CV Rédélé Spezial Nr. 1
Der 4CV Rédélé Spezial Nr. 1 von 1952 war das erste Fahrzeug, das Rédélé auf Basis des 4CV baute. Bei der Entwicklung der Karosserie wurde Jean Rédélé von Giovanni Michelotti unterstützt, der den Wagen entworfen hatte. Gebaut wurde die Karosserie aus Aluminium bei Allemano in Italien. Das Gewicht des Fahrzeugs lag bei 550 kg. Die Front des Prototyps erinnerte an die erst später ab 1956 gebaute Renault Dauphine. Jean Redele holte den Wagen persönlich aus Italien nach Frankreich und setzte ihn selber im Rennsport ein. Er siegte mit dem Wagen 1953 bei der Rallye Dieppe, beim Coupe des Essarts und gewann den Pokal von Lissabon (Portugal).

## Renault 4CV Rédélé Spezial Nr. 2
1953 entstand der zweite Prototyp, der 4CV Rédélé Spezial Nr. 2 mit einer Aluminiumkarosserie von Giovanni Michelotti gezeichnet und bei Allemano in Italien hergestellt. Jean Rédélé brachte den Wagen 1954 in die USA; dort wurde er auf der New York Motorshow 1954 ausgestellt. Jean Rédélé wollte den Wagen an Zark W. Reed abgeben, der ihn unter Lizenz mit einer Kunststoffkarosserie in den USA in Serie zu produzieren plante. Der Serienwagen sollte den Namen „The Marquis“ erhalten. Doch Zark W. Reed scheiterte. Reed machte Fehler und modifizierte den Wagen schlecht, woraufhin Jean Rédélé die Lizenz zurückzog. The Marquis wurde nie gebaut. Es existieren lediglich Werbeprospekte des Fahrzeugs, auf denen jedoch nicht eine Serienversion, sondern der Prototyp abgebildet ist. Der Rédélé Spezial Nr. 2 blieb aus Kostengründen in den USA, weil eine Rückführung nach Frankreich für Jean Rédélé zu teuer gewesen wäre. Nachdem der 4CV Rédélé Spezial Nr. 2 in New York ausgestellt worden war, kaufte der Rennfahrer Bob Holbert den Wagen und setzte den Prototyp im Motorsport in den USA ein. So nahm der Wagen zum Beispiel am Cumberland Maryland Airport Rennen 1956 teil. Der Sammler Raymond Buckwalter kaufte das Fahrzeug 1957 und behielt es bis zu seinem Tod. Seine Tochter erbte den Wagen, der anschließend in einer Scheune verschwand. Das Wissen um die Vergangenheit des Fahrzeugs ging in der Folgezeit verloren. 2009 wandte sich die Familie Rédélé an ein Mitglied des American Renault Club, um die Identität des Fahrzeugs zu klären. Eine Spurensuche begann und bestätigte, dass es der lang verschollene Prototyp war. 2011 kaufte Jean Rédélés Familie den Wagen zurück und brachte ihn zurück nach Frankreich. Der Prototyp steht heute in Paris im privaten Fahrzeugmuseum der Familie Rédélé. Er wurde 2012 bei der Retromobile Classics Show in Paris gezeigt. Auch bei der Saga Alpine 2015 in Dieppe wurde der Wagen in Frankreich ausgestellt.

## Renault 4CV Rédélé Spezial Nr. 3
1955 wurde der 4CV Rédélé Spezial Nr. 3 ausgeliefert. Jean Rédélé ließ einen dem Rédélé Spezial Nr. 2 ähnlichen Wagen erneut von Giovanni Michelotti und Allemano herstellen. 1955 gewannen Julliet Galtier und Maurice Michy damit die Klasse für Tourenwagen bis 0,75 Liter Hubraum der Mille Miglia. Galtier verkaufte den Wagen an seinen Mechaniker, der ihn an der Front beschädigte. Der damalige Restaurator übernahm den Wagen und behielt ihn bis heute.